# Gaibacher Kapellenberg

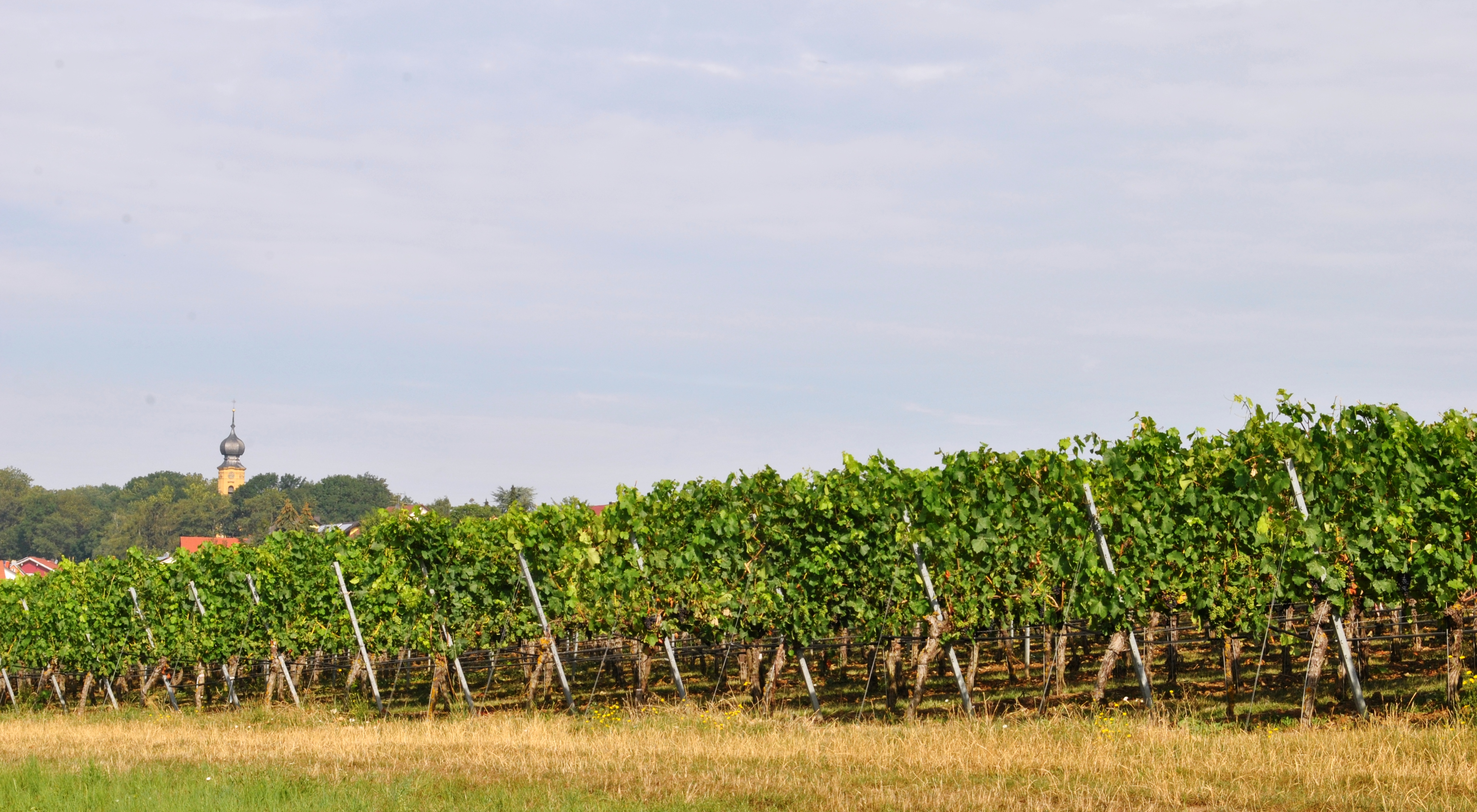
Die Weinlage vor der Gaibacher Dreifaltigkeitskirche

Gaibacher Kapellenberg ist eine Weinlage im Anbaugebiet Franken. Sie liegt in der Gemarkung des Volkacher Ortsteils Gaibach im unterfränkischen Landkreis Kitzingen.

## Geografische Lage und Geologie
Die Weinlage liegt östlich des Dorfes Gaibach an der Gemarkungsgrenze zum Kolitzheimer Ortsteil Zeilitzheim mit der Weinlage Heiligenberg. Die Kreisstraße KT 32 zerschneidet die Weinlage, im Süden wird sie vom Volkachzufluss Gaibach begrenzt. Das Gaibacher Neubaugebiet Am Kapellenberg begrenzt im Südwesten die Lage, weiter im Westen verläuft die Staatsstraße St 2271. Die namensgebende Kapelle liegt in einiger Entfernung vom Kapellenberg.
Der Gaibacher Kapellenberg liegt am Rande des sogenannten Sonnenberges, der dort eine Höhe von 280 m hat. Die Hangneigung ist dort mit 15 % eher flach. Heute nehmen die Reben eine Fläche von etwa 37 ha ein, seit Beginn des 21. Jahrhunderts nahm die Fläche um etwa die Hälfte zu. Der Berg ist nach Südosten bzw. Südwesten ausgerichtet und wird von Böden des Oberen Muschelkalks und des Lettenkeupers gebildet. Überwiegend werden dort Müller-Thurgau-Weine und Silvaner angebaut. Die Lage ist Teil der Großlage Volkacher Kirchberg im Bereich Volkacher Mainschleife.

## Geschichte
Gaibach war in der Vergangenheit keine typische Weinbaugemeinde. Allerdings betrieben die Einwohner des Ortes vor allem für den Eigenbedarf Weinbau im Nebenerwerb. Noch im Jahr 1780 waren 78 Morgen der Gaibacher Gemarkung mit Weinreben bestockt. Etwa ein Viertel dieser Fläche war zu diesem Zeitpunkt in den Händen der Dorfherren, der Grafen von Schönborn. Die allgemeine Entwicklung des fränkischen Weinbaus zu Beginn des 19. Jahrhunderts führte auch in Gaibach zu einem schleichenden Niedergang.
Durch die Mediatisierung der gräflichen Besitzungen fiel ein großer Weinabnehmer weg. Gleichzeitig stieg das Bier zum wichtigsten Genussmittel an der Mainschleife auf. Mit dem Aufkommen der Reblaus brach der Weinbau in Gaibach fast vollständig zusammen. Noch 1978 waren am Kapellenberg lediglich 1,6 ha mit Weinreben bestockt. Wahrscheinlich entstand zu diesem Zeitpunkt auch der Name, der auf die Nähe zur Gaibacher Kreuzkapelle verweist.

## Weingüter (Auswahl)
Mehrere renommierte Weingüter besitzen heute Rebstöcke am Gaibacher Kapellenberg. Neben einigen lokal anerkannten Betrieben gibt es auch etliche überregional bekannte Weinbauern und ausgezeichnete Güter:
- Weingut Familie Götz, Gaibach
- Weingut Leo Langer, Volkach
- Weingut Albin Lorey, Gaibach
- Weingut Graf von Schönborn, Hallburg